# Canal 2 (El Salvador)
Canal 2 (también conocido como TV2) es un canal de televisión abierta salvadoreño, lanzado el 30 de noviembre de 1965. Es propiedad de Telecorporación Salvadoreña.

## Historia
El 30 de noviembre de 1965, Boris Eserski encabeza el grupo de empresarios que fundan el Canal 2 de televisión, sobre la base de la estación de radio Circuito YSR con una transmisión en blanco y negro.
En sus inicios, Canal 2 transmitía programas de índole educativo a nivel nacional, conformando así los inicios de la Televisión Educativa en El Salvador. En esta época, el Ministerio de Educación fue el encargado de la contratación de un grupo de maestros extranjeros que impartían clases teóricas y prácticas al personal que, más adelante, se encargaría de dirigir la Televisión Educativa propiedad del Estado. Para el año de 1966, las telecomunicaciones sufren un estancamiento y se tienen que crear uniones estratégicas entre Canal 2 y Canal 4, para mantener la programación al aire.
En la década de los 80 nace bajo un mismo dueño, Telecorporación Salvadoreña Canales 2, 4 y 6 (TCS), convirtiéndose la televisión privada salvadoreña en un monopolio. Aunque cada canal manejaba su propio tipo de programación, los tres canales de televisión eran manejados bajo una misma línea, algo que pasaba inadvertido para los televidentes. TCS contaba con una nueva tecnología que permitía ver las imágenes a color y esto posicionaba al país dentro de los más desarrollados tecnológicamente en el área de las telecomunicaciones a nivel centroamericano.
En los años 80, el monopolio de la televisión en El Salvador y su panorama cambió como producto de la guerra civil que el país vivió durante 12 años, entre 1980 y 1992. La programación se dedicó a evadir la realidad nacional que se vivía transmitiendo programas de diversas temáticas como aventura, policíacos, vaqueros, horror, leyendas, telenovelas, etc., y toda la información transmitida era estrictamente monitoreada para mantener informado al público sobre lo que pasaba en el campo de batalla en el interior del país, ya que no se contaba con un noticiero veraz que se dedicara a investigar e informar lo que realmente estaba pasando. Hasta que el 2 de enero de 1995 nace su propio noticiero llamado "Teledos", siendo el reemplazo de Teleprensa.

## Logotipos

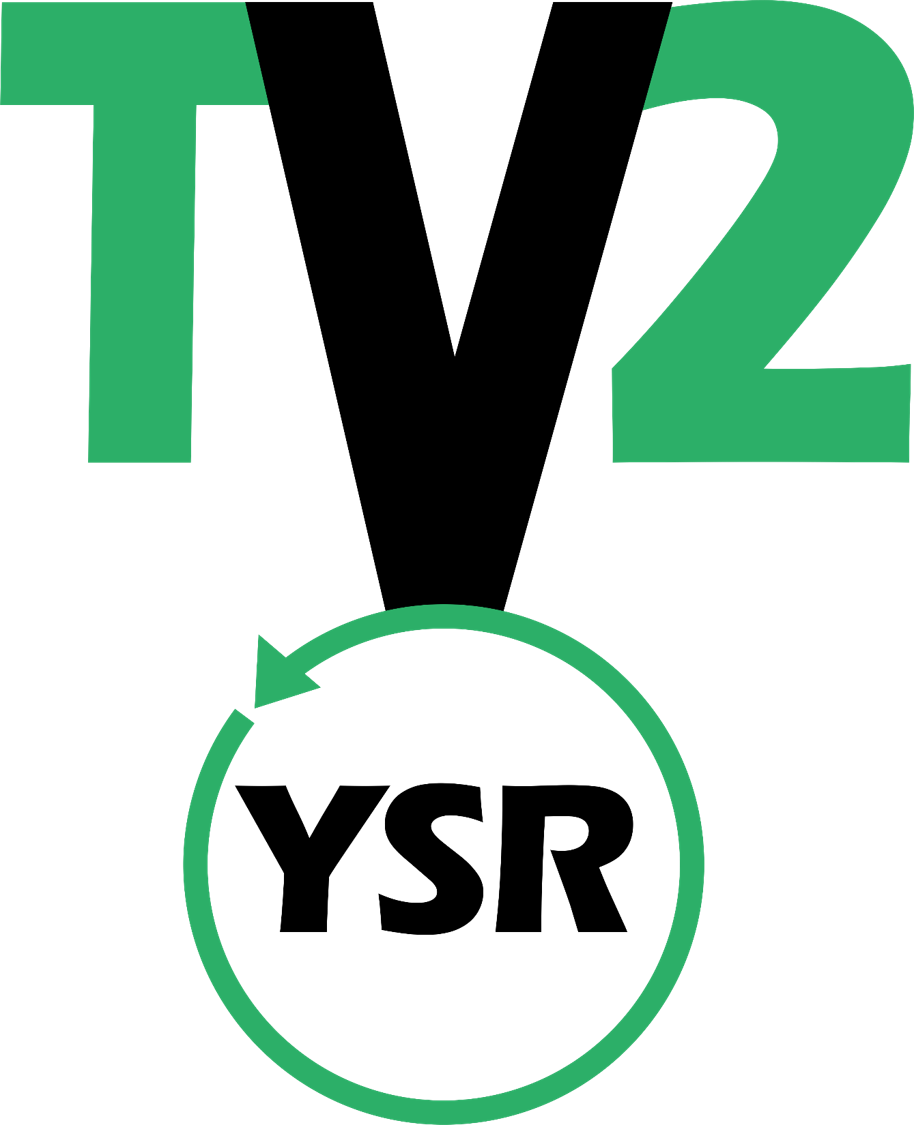
1965-1983
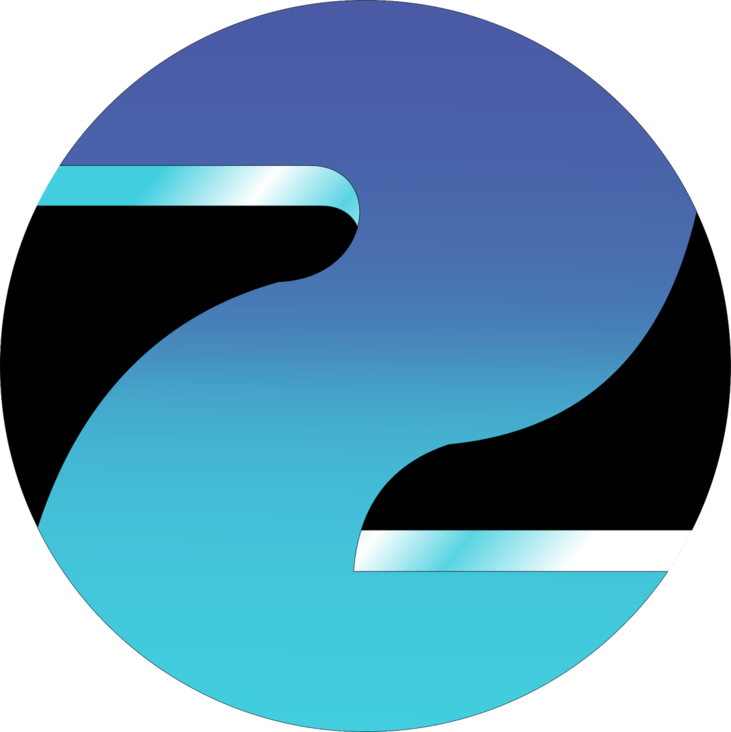
1983-1990
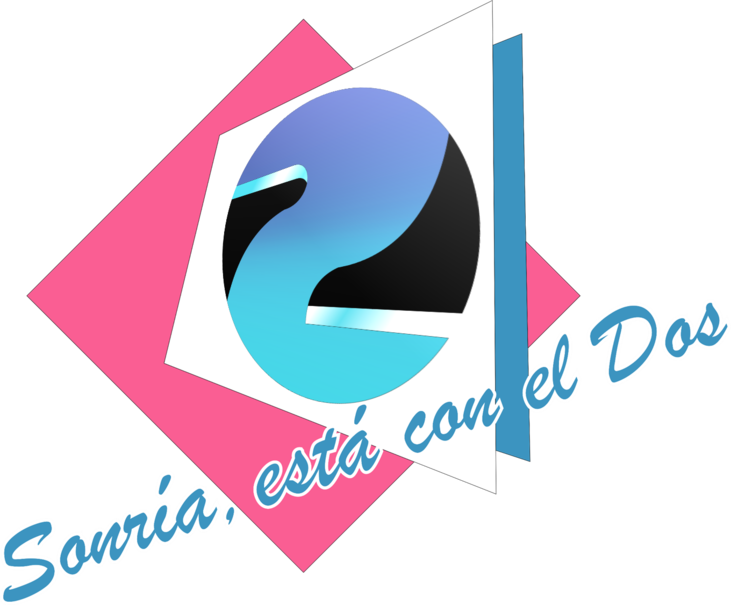
1990-1994
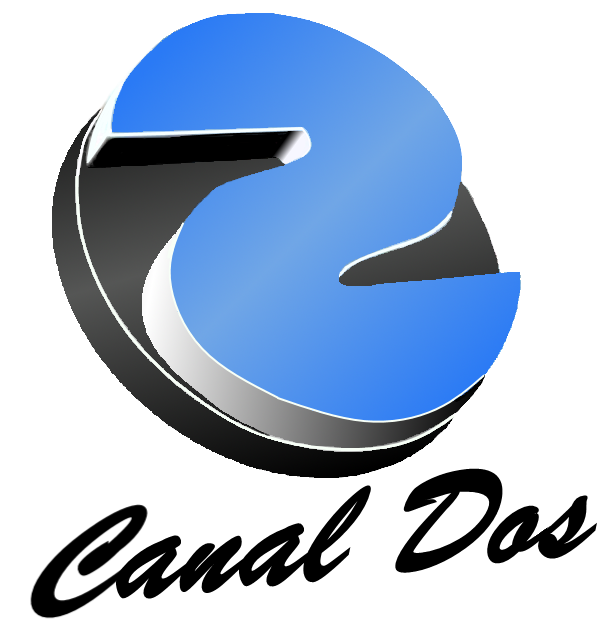
1994-2003
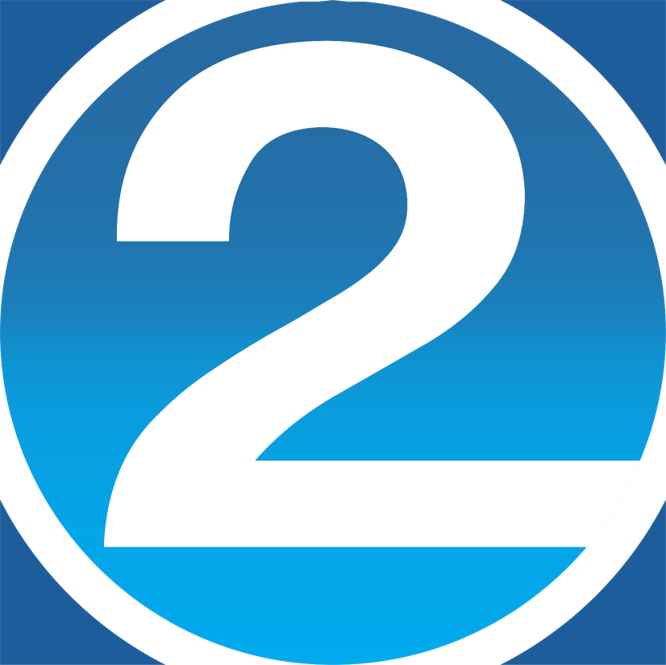
2003-2005
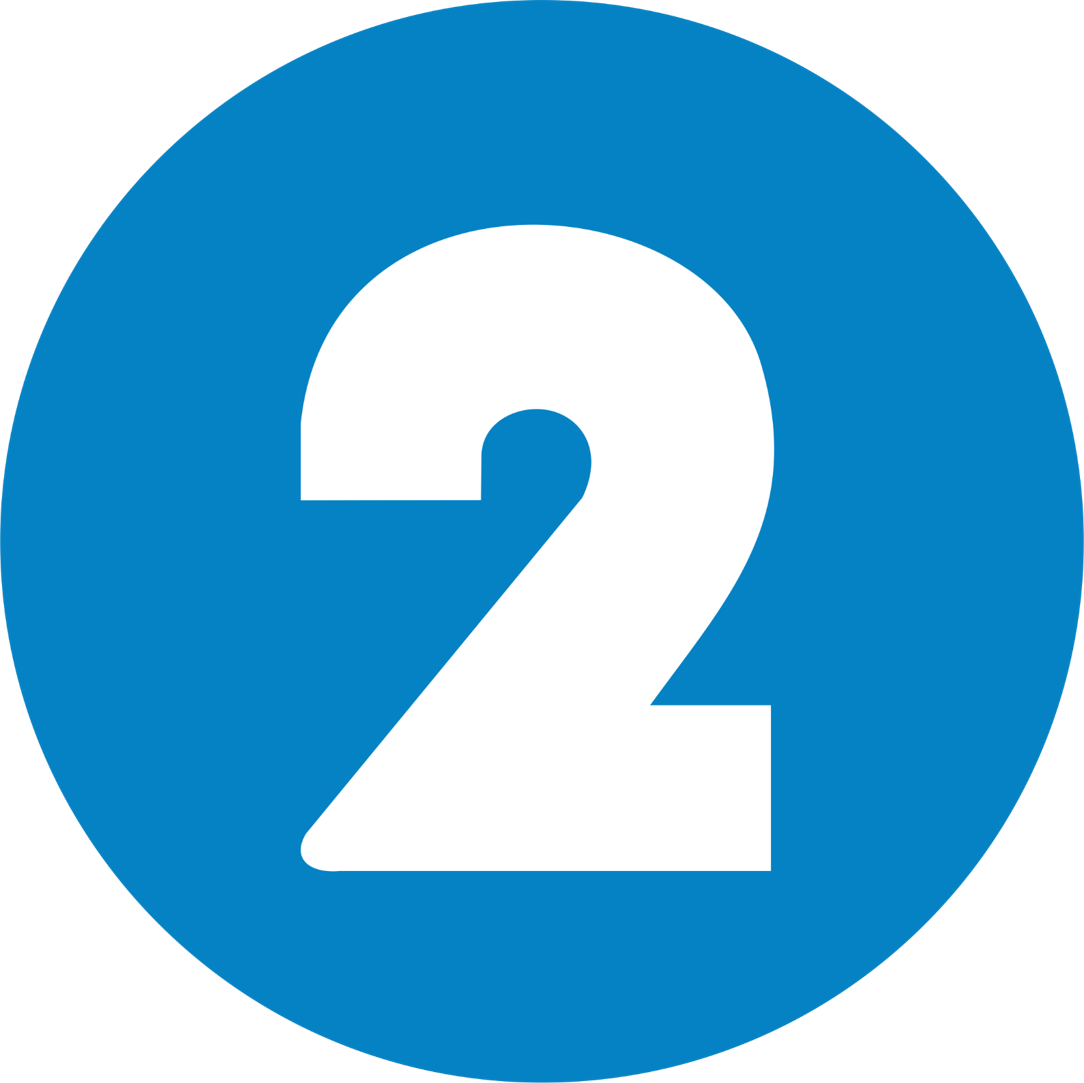
Desde 2005
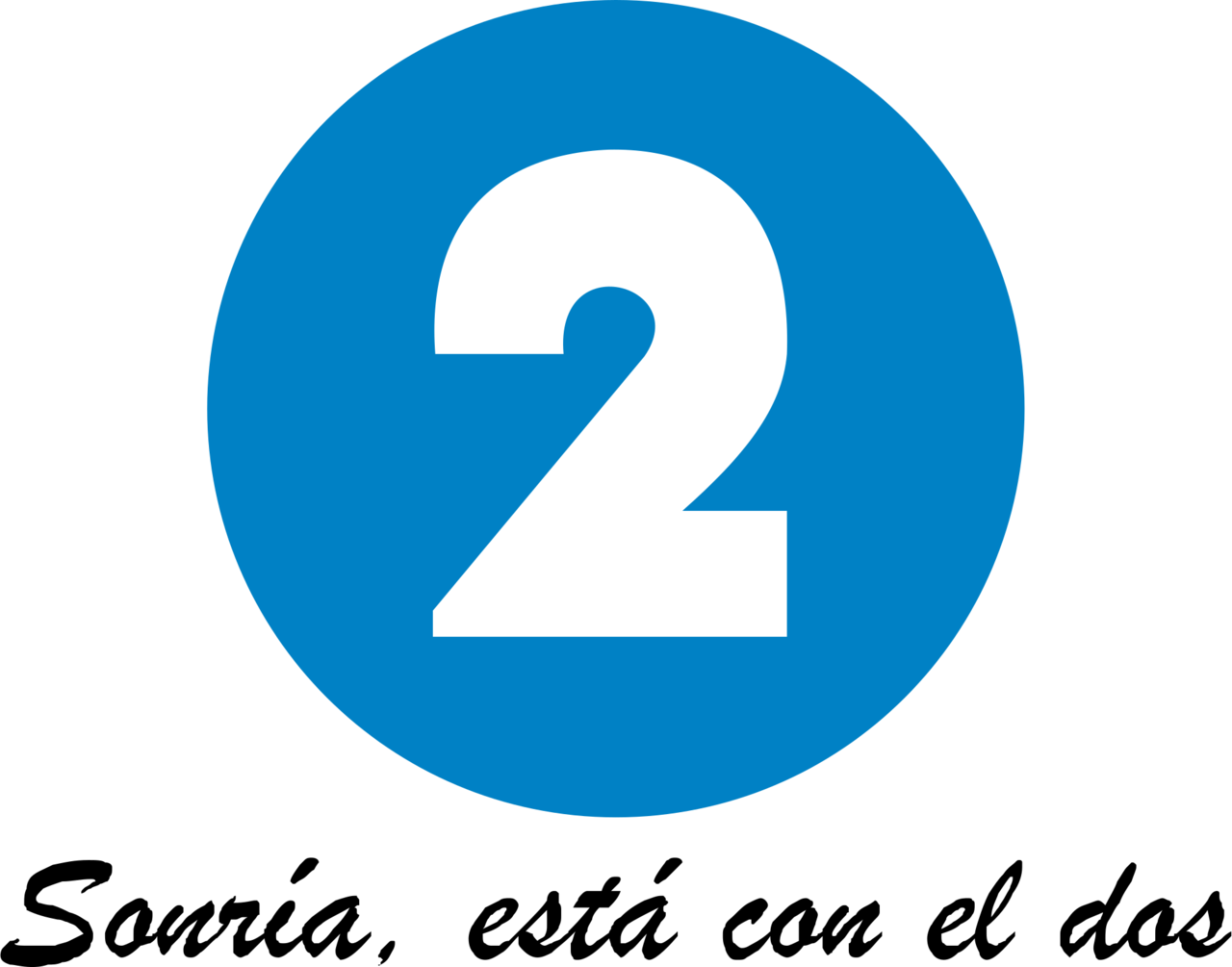
Desde 2015